# Svart Records
Svart Records és una discogràfica independent finlandesa centrada en la música heavy metal, en especial el doom metal. Ha publicat treballs de grups com ara Killing Joke, Mantar, Lama, Oranssi Pazuzu, Terror o Terveet Kädet. Publica també reedicions en LP d'àlbums descatalogats.